# Aleksander Ścibor-Rylski

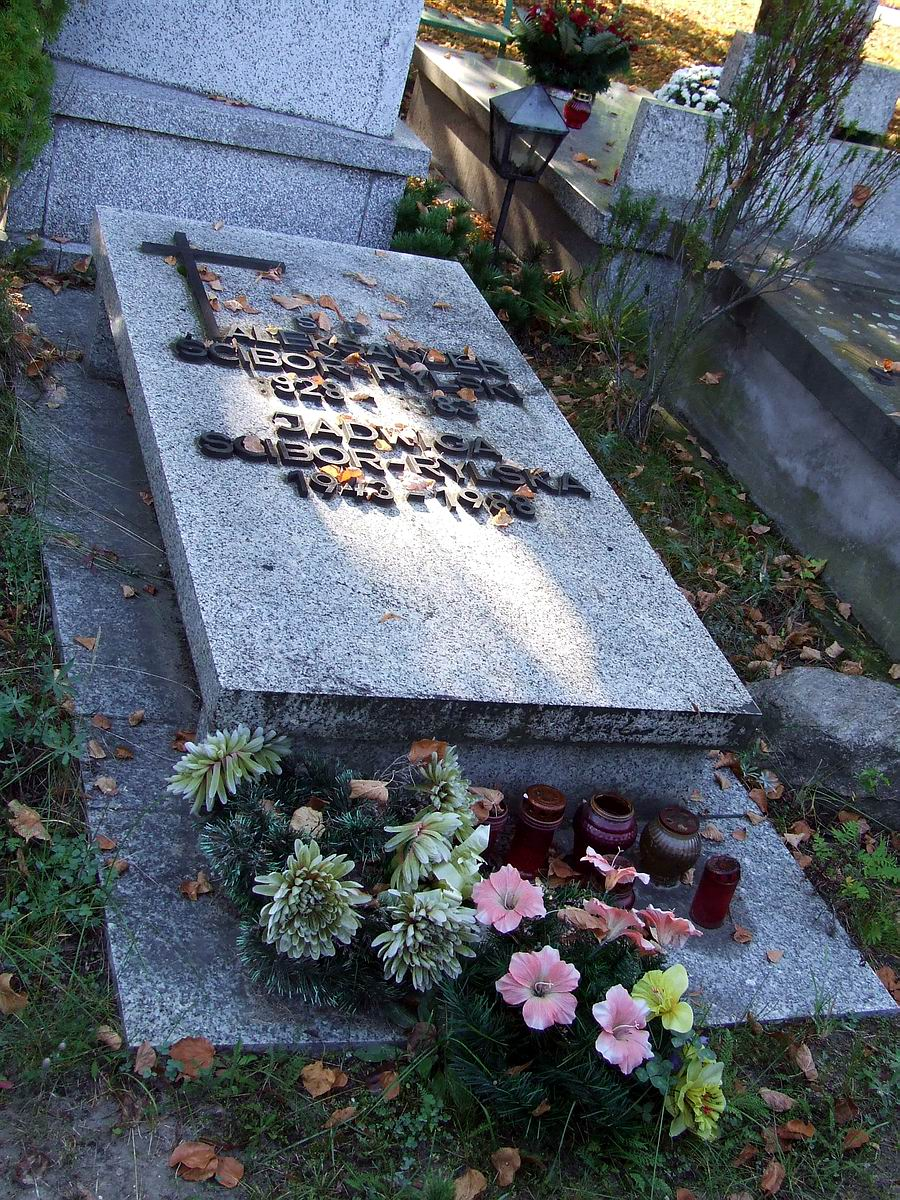
Mormântul lui Aleksander și Jadwiga Ścibor-Rylski în Cimitirul Comunal Wólka Węglowa din Varșovia

Aleksander Ścibor-Rylski din clanul Ostoja (n. 16 martie 1928, Grudziądz, Voievodatul Cuiavia și Pomerania, Polonia – d. 3 aprilie 1983, Varșovia, Polonia) a fost un prozator, dramaturg, scenarist și regizor de film polonez. A scris, printre altele, scenariile filmelor Cenușa (1965), Omul de marmură (1977) și Omul de fier (1981) și al serialului de televiziune Păpușa (1977) și este creatorul personajului Mateusz Birkut.

## Biografie
S-a născut la 16 martie 1928 în orașul Grudziądz (aflat în prezent în voievodatul Cuiavia și Pomerania al Poloniei), ca fiu al lui Jerzy și Irena Ścibor-Rylski. În timpul ocupației naziste, a fost membru al organizațiilor paramilitare de rezistență Szare Szeregi și Armia Krajowa. A luat parte la Revolta din Varșovia în calitate de ofițer de legătură al comandantului grupului „Żniwiarz”. A fost grav rănit în timpul luptelor. Ulterior a părăsit orașul împreună cu populația civilă.
După încheierea războiului, a debutat ca poet și prozator în 1946. În perioada 1946–1951 a urmat studii de limba și literatura polonă la Universitatea din Varșovia, pe care însă nu le-a finalizat. Între anii 1948 și 1954 a fost membru al comitetului de redacție al săptămânalului Żołarza Polski („Soldatul Polonez”), unde a îndeplinit, printre altele, funcția de șef al departamentului cultural. În 1950 a publicat romanul realist socialist Węgiel (Cărbunii), care a fost distins cu Premiul de Stat al Republicii Populare Polone și l-a impus ca unul dintre cei mai talentați scriitori proletcultiști. În anii 1955–1957 a membru al comitetului de redacție al revistei Nowa Kultura.
În 1951 a început să lucreze în cinematografie în calitate de scenarist și regizor. Primul său film, Cień, a fost lansat în 1956. A scris scenarii pentru aproape 30 de filme de cinema și televiziune. Majoritatea scenariilor timpurii ale lui Ścibor-Rylski au avut ca subiect Al Doilea Război Mondial și Rezistența Poloneză. A devenit celebru pentru scenariile filmelor Cenușa (1965), Omul de marmură (1977) și Omul de fier (1981) ale lui Andrzej Wajda. Aleksander Ścibor-Rylski a debutat ca regizor în 1963 cu filmul Ich dzień powszedni și a regizat șase filme în timpul carierei sale cinematografice. A fost director literar al studioului de film „Rytm” (1955-1965) și director artistic al studioului de film „Pryzmat” (1972-1978).
A murit la Varșovia pe 3 aprilie 1983, la vârsta de 55 de ani, și a fost înmormântat în Cimitirul Comunal Wólka Węglowa din Varșovia (E V 2-2-3).

## Opera

### Cărți
- Orczewski i jego brygada, Varșovia, 1949
- Górnicze gołębie pokoju, Varșovia, 1950
- „Pancerz” Józefa Szulca, Książka i Wiedza, Varșovia, 1950 (Biblioteka przodowników pracy, vol. 60)
- Staszek Kaługa staje do współzawodnictwa, Varșovia, 1950
- Węgiel, Książka i Wiedza, Varșovia, 1950 (Cărbunii)[12]
- Dwanaście felietonów, Varșovia, 1951
- Wieczór u Hanysa Dębiczka, Varșovia, 1953
- Iwan, Varșovia, 1954
- Sprawa Szymka Bielasa, Varșovia, 1954
- Cień i inne opowiadania, Iskry, Varșovia, 1955
- Styczén, Varșovia, 1956
- Bliski nieznajomy, Varșovia, 1968
- Rodeo, Varșovia, 1968
- Złote koło, seria Ewa wzywa 07..., 1971
- Ich dzień powszedni. Opowiadania filmowe, Iskry, Varșovia, 1972
- S.O.S. (1974, semnat cu numele soției sale Jadwiga Wojtyłło)
- Pierścionek z końskiego włosia, Fundacja Kultura '90, Varșovia, 1991. ISBN: 83-900058-8-3 (îngrijit de Tadeusz Drewnowski)

Surse:

### Filmografie

#### Scenarist
- Cień (1956)
- Pigułki dla Aurelii (1958)
- Ostatni strzał (1959)
- Rok pierwszy (1960)
- Dotknięcie nocy (1961)
- Czarne skrzydła (1962)
- Dom bez okien (1962)
- Późne popołudnie (1964)
- Ich dzień powszedni (1964)
- Jutro Meksyk (1965)
- Cenușa (1965)
- Morderca zostawia ślad (1967)
- Urletul lupilor (1968)
- Sąsiedzi (1969)
- Południk zero (1970)
- Seksolatki (1971)
- Trąd (1971)
- Złote Koło (1971)
- Agentul nr. 1 (1972)
- Gniazdo (1974)
- S.O.S. (serial TV, 1974, semnat cu numele soției sale Jadwiga Wojtyłło)
- Omul de marmură (1976)
- Dagny (1976)
- Lalka (serial TV, 1977)
- Omul de fier (1981)

#### Regizor
- Ich dzień powszedni (1963)
- Późne popołudnie (1965)
- Jutro Meksyk (1966)
- Morderca zostawia ślad (1967)
- Urletul lupilor (1968)
- Sąsiedzi (1969)

## Ecranizare
În 1992 cineastul Andrzej Wajda a realizat filmul Pierścionek z orłem w koronie pe baza cărții Pierścionek z końskiego włosia, scrisă de Ścibor-Rylski în prima jumătate a anilor 1960, respinsă la publicare de cenzură și publicată abia în 1991, la aproape opt ani de la moartea autorului.

## Premii și decorații

### Decorații
- Crucea de Cavaler a Ordinului Polonia Restituta (1955)[7][8][15]
- Crucea de Ofițer a Ordinului Polonia Restituta (1964)[7][8]
- Crucea de Comandor a Ordinului Polonia Restituta, acordată cu ocazia aniversării a 30 de ani de cinematografie în Polonia Populară (1975)[7][8]
- Medalia „A 10-a aniversare a Poloniei Populare” (1955)[16]

### Premii
- Premiul de stat, cl. a III-a pentru romanul realist socialist Węgiel (1951)[7][17]
- Premiul III al ministrului culturii și artei pentru nuvela „Wieczór u Hanyska Dębiczka” (1954)[7]
- Premiul Uniunii Scriitorilor Polonezi pentru nuvela „Wieczór u Hanyska Dębiczka” (1954)[7]
- Premiul Asociației Jurnaliștilor Polonezi pentru nuvela „Wieczór u Hanyska Dębiczka” (1954)[7]
- Premiul II la Concursul de spectacole TV de la Varșovia pentru scenariul filmului Złote koło (1970)[9]
- Premiul Radioului Polonez cl. a II-a pentru piesa radiofonică Torba (1974)[7]
- Premiul președintelui Comitetului de Radio și Televiziune pentru serialul TV Lalka (1979)[7][9]